# Philip Moger
Philip Moger (* 25. April 1955 in Halifax, West Yorkshire) ist ein britischer römisch-katholischer Geistlicher, Weihbischof in Southwark und war ernannter Bischof von Plymouth.

## Leben
Philip Moger wuchs nach dem Tod seiner Mutter bei seiner Großmutter auf. Er arbeitete zunächst vier Jahre bei der National Westminster Bank. Später studierte Moger Philosophie und Katholische Theologie am St. Cutbert’s College in Ushaw. Er wurde am 27. Juni 1981 in der Kapelle des St. Cutbert’s College in Ushaw durch den Bischof von Hexham und Newcastle, Hugh Lindsay, zum Diakon geweiht und empfing am 26. Juni 1982 in der Pfarrkirche St. Mary in Halifax durch den Bischof von Leeds, William Gordon Wheeler, das Sakrament der Priesterweihe.
Moger wirkte zunächst als Pfarrvikar der Pfarrei St. Urban in Headingley sowie als Kaplan an der örtlichen Schule, einem Hospiz und einer Einrichtung für Menschen mit Lernproblemen, bevor er 1985 Pfarrvikar am Diözesanjugendzentrum Myddleton Lodge in Ilkley wurde. Von 1992 bis 2001 war Philip Moger Pfarrvikar an der Kathedrale von Leeds und von 2001 bis 2004 persönlicher Sekretär des Bischofs von Leeds, David Every Konstant. Daneben war er von 1995 bis 2004 als Verantwortlicher für die Berufungspastoral im Bistum Leeds tätig. Danach war Moger Pfarrer der Pfarrei First Martyrs of Rome in Bradford, bevor er 2008 Domdechant an der Kathedrale von Leeds wurde. Im selben Jahr verlieh ihm Papst Benedikt XVI. den Ehrentitel Päpstlicher Ehrenprälat. Außerdem wurde er 2008 Ehrendomherr an der Kathedrale von Ripon und katholischer Beobachter in der Liturgiekommission der Church of England. Zudem wirkte er als Pfarrer der Pfarreien Mother of Unfailing Help (2010–2019) und St. John Mary Vianney (2019–2020) in Leeds. Ferner fungierte Moger als Direktor des Diözesanbüros für die Liturgie und als Vorsitzender der diözesanen Liturgiekommission. In dieser Funktion war er 2010 für die Organisation der liturgischen Feiern während Apostolischen Reise von Papst Benedikt XVI. ins Vereinigte Königreich verantwortlich. Ab 2020 war Moger Rektor der Basilika Unserer Lieben Frau von Walsingham in Norfolk.
Am 28. November 2022 ernannte ihn Papst Franziskus zum Titularbischof von Glastonia und zum Weihbischof in Southwark. Der Erzbischof von Southwark, John Wilson, spendete ihm am 21. Februar 2023 in der St George’s Cathedral in Southwark die Bischofsweihe; Mitkonsekratoren waren der Weihbischof in Southwark, Paul Hendricks, und der Bischof von Leeds, Marcus Stock.
Philip Moger engagiert sich für zahlreiche Sozialprojekte im Heiligen Land. Er ist Offizier des Ritterordens vom Heiligen Grab zu Jerusalem.
Am 13. September 2024 wurde Moger zum neuen Bischof von Plymouth ernannt, nachdem der eigentlich vorgesehene Christopher Whitehead das Amt nach einer kirchenrechtlichen Untersuchung nicht angetreten hatte. Kurz vor seiner geplanten Amtseinführung am 9. November 2024 teilte Moger mit, dass die Einführung verschoben wird, da sich „Bedenken persönlicher Art“ ergeben hätten, denen er sofort nachgehen müsse. Am 24. Februar 2025 teilte Moger mit, dass die Prüfung länger als gedacht gedauert habe und er daher Papst Franziskus seinen Rücktritt angeboten habe, den dieser auch angenommen habe. Damit ist er nicht mehr ernannter Bischof von Plymouth.